# Zenon Wiktorczyk
Zenon Bolesław Wiktorczyk (ur. 17 lipca 1918 w Stanisławowie, zm. 27 marca 1997 w Warszawie) – polski aktor estradowy, reżyser teatralny, satyryk, konferansjer, dziennikarz, porucznik Armii Krajowej, uczestnik kampanii wrześniowej, powstaniec warszawski.

## Życiorys
Urodził się w rodzinie Tadeusza, zawodowego oficera, i Zofii z domu Polak. Miał młodszą siostrę. Przed wojną ukończył Liceum im. Tadeusza Reytana w Warszawie (1936) i rozpoczął studia na Wydziale Prawa Uniwersytetu Warszawskiego, a następnie studia medyczne.
Żołnierz kampanii wrześniowej 1939, bronił stolicy dowodząc plutonem w 21. Pułku Piechoty „Dzieci Warszawy”. Później działał w konspiracji jako oficer Armii Krajowej, uczestnik powstania warszawskiego, był dowódcą „Oddziału II Georga” IV Kompanii i 8. kompanii w batalionie Bełt. 2 października 1944 rozkazem nr 38 komendanta Okręgu Warszawskiego AK został awansowany do stopnia porucznika. Nosił pseudonimy „Wiktor” i „Wik”. Po upadku powstania więziony w obozach jenieckich: Stalagu 344 Lamsdorf (Łambinowice), później przeniesiony do Sandbostel i ostatecznie do Oflagu X-C Lübeck, w którym doczekał wyzwolenia. W 1945 wraz z kolegami z oflagu założył w Lubece teatr rewiowy.
W 1946 powrócił do kraju i zamieszkał w Katowicach. Parał się dziennikarstwem, pisał recenzje teatralne, występował w audycjach radiowych. W 1949 przeniósł się do Warszawy i związał się z radiem, które przyniosło mu wielką popularność. W 1954 ukończył studia polonistyczne na Uniwersytecie Warszawskim.
Był założycielem warszawskiego Teatru Buffo, Kabaretu Szpak, członkiem radiowego Studia Piosenki Zespołu Dziewiątka i Teatrzyku piątej klepki. Znany przede wszystkim jako współtwórca i gospodarz audycji radiowej Podwieczorek przy mikrofonie, którą prowadził przez ponad trzy dekady.
W latach 1950–1983 pełnił funkcje kierownicze w Polskim Radiu w Warszawie. W latach 1950–1968 kierował Redakcją Humoru i Satyry, a w latach 1973–1983 Redakcją Rozrywki. Był także wieloletnim działaczem ZASP-u, m.in. przewodniczącym Sekcji Estrady oraz członkiem Stowarzyszenia Pisarzy Polskich.
Zmarł 27 marca 1997 w Warszawie, pochowany na cmentarzu Powązkowskim (kwatera 29-6-3).

## Filmografia
- Miś (1980), reż. Stanisław Bareja – minister Władek Złotnicki

## Publikacje
- Estrada – Materiały repertuarowe dla estrad Cz. 3, Kabaret Szpak, Wydawnictwa Artystyczne i Filmowe, Warszawa, 1975

## Ordery i odznaczenia
- Krzyż Oficerski Orderu Odrodzenia Polski (3 listopada 1995)[6]
- Krzyż Walecznych (2 października 1944)[1]
- Krzyż Zasługi z Mieczami (15 września 1944)[1]
- Złoty Krzyż Zasługi (8 lipca 1954)[7]
- Warszawski Krzyż Powstańczy (1981)[8]
- Medal „Za udział w wojnie obronnej 1939” (1985)
- Srebrny Medal „Siły Zbrojne w Służbie Ojczyzny” (1977)
- Odznaka „Zasłużony Działacz Kultury” (1971)
- Odznaka honorowa „Za Zasługi dla Warszawy” (1978)
- Odznaka Honorowa ZAiKS-u (1993)[9]
- Honorowa Odznaka Komitetu do Spraw Radia i Telewizji (1977)
- Medal 30-lecia Polskiej Estrady (1979)
- Medal 75-lecia ZASP (1993)

## Nagrody i wyróżnienia
- III nagroda w konkursie Polskiego Radia na słuchowisko rozrywkowe, za tekst Tajemnica skradzionego słuchowiska (1963)
- Nagroda Komitetu do Spraw Radia i Telewizji za reżyserię radiowych audycji satyrycznych: Radio-kabaret, Trzy po trzy oraz Radio-variete (1965)
- Nagroda Ministra Obrony Narodowej za kierownictwo i reżyserię programów zespołu estradowego POW – Czarne berety (1967)
- I nagroda na międzynarodowym festiwalu w Barcelonie za słuchowisko Pistolet (1969)
- II nagroda w konkursie Naczelnej Redakcji Programu III PR na słuchowisko współczesne – za tekst Weekend (1970)
- „Złoty Mikrofon” za całokształt działalności aktorskiej i reżyserskiej za polu satyry radiowej i audycji rozrywkowych oraz twórcze poszukiwania w dziedzinie słuchowisk (1973)
- Nagroda I stopnia Komitetu do Spraw Radia i Telewizji za całokształt twórczości i działalności w Polskim Radiu (1982)

Źródło:.